# Mariano Rumor
Mariano Rumor (n. 16 iunie 1915, Vicenza, Italia – d. 22 ianuarie 1990, Vicenza, Italia) a fost un politician italian ce a ținut de Partidul Creștin-Democrat al Italiei. S-a născut la Vicenza și a murit la Roma. A fost prim-ministru al Italiei în perioadele 1968-1970 și 1973-1974. 